# Gigantactinidae
I Gigantactinidae sono una famiglia di pesci ossei abissali appartenenti all'ordine Lophiiformes.

## Distribuzione e habitat
La famiglia è diffusa in tutti gli oceani. Sconosciuta nel mar Mediterraneo.
Il limite settentrionale al quale sono state registrate le femmine della specie è al largo della costa sud della Groenlandia, mentre il limite meridionale si aggira lungo il 44º parallelo S.
Hanno abitudini batipelagiche e si incontrano almeno fino a 3245 m di profondità.

## Descrizione
I Gigantactinidae, come le generalità dei Lophiiformes abissali, hanno un dimorfismo sessuale estremamente evidente con femmine lunghe fino a oltre 40 cm e maschi che superano appena i 2 cm. Le femmine adulte hanno corpo slanciato e compresso lateralmente con peduncolo caudale sottile. La testa è relativamente piccola con bocca ampia e orizzontale. La mascella superiore è leggermente sporgente. Il primo raggio della pinna dorsale (illicio) è posto sul muso e in questa famiglia è estremamente allungato, come la lunghezza del corpo o maggiore. Pinne pettorali piccole. La pinna caudale è forcuta. La pinna dorsale e la pinna anale sono inserite nella metà posteriore del corpo. Pinne ventrali assenti. I maschi adulti non hanno vita parassitaria: sono molto piccoli, hanno occhi poco sviluppati ma grandi organi olfattivi. Alcune specie hanno pelle nuda, altre portano piccole spinule cutanee.

## Biologia
Quasi ignota. Si crede, in base all'aspetto del corpo, che siano nuotatori relativamente attivi.

### Riproduzione
Le larve sono quasi sferiche con grandi pinne pettorali. Le femmine presentano l'abbozzo dell'illicio già allo stadio larvale. La Metamorfosi inizia alla lunghezza di circa 1 cm.

## Specie
- Genere Gigantactis
  - Gigantactis balushkini
  - Gigantactis elsmani
  - Gigantactis gargantua
  - Gigantactis gibbsi
  - Gigantactis golovani
  - Gigantactis gracilicauda
  - Gigantactis herwigi
  - Gigantactis ios
  - Gigantactis kreffti
  - Gigantactis longicauda
  - Gigantactis longicirra
  - Gigantactis macronema
  - Gigantactis meadi
  - Gigantactis microdontis
  - Gigantactis microphthalmus
  - Gigantactis paxtoni
  - Gigantactis perlatus
  - Gigantactis savagei
  - Gigantactis vanhoeffeni
  - Gigantactis watermani
- Genere Rhynchactis
  - Rhynchactis leptonema
  - Rhynchactis macrothrix
  - Rhynchactis microthrix[3]